# Stensjön (Kättilstads socken, Östergötland, 644991-150341)
Stensjön är en sjö i Kinda kommun i Östergötland och ingår i Motala ströms huvudavrinningsområde.